# Julis Baumer
Julis Leander Baumer (* 4. Januar 2007) ist ein deutscher Basketballspieler.

## Werdegang
Baumer spielte im Nachwuchsbereich des Vereins Post Südstadt Karlsruhe, 2022 wechselte er nach Ludwigsburg. Er spielte in der Jugend sowie ab Oktober 2023 in der Herrenmannschaft der BBA Ludwigsburg in der 2. Bundesliga ProB.
Anfang Oktober 2024 wurde er bei den MHP Riesen Ludwigsburg von Trainer John Patrick erstmals in einem Spiel der Basketball-Bundesliga zum Einsatz gebracht.

### Nationalmannschaft
2023 nahm Baumer an der U16-Europameisterschaft und 2024 an der Weltmeisterschaft im Altersbereich U17 teil.